# Selyschtsche (Swenyhorodka)
Selyschtsche (ukrainisch Селище; russisch Селище Selischtsche) ist ein Dorf im Zentrum der ukrainischen Oblast Tscherkassy mit etwa 1500 Einwohnern.
Das Dorf wurde im 15. Jahrhundert zum ersten Mal schriftlich erwähnt und liegt am Fluss Sokowyzja (Соковиця), 31 Kilometer nördlich der Rajonshauptstadt Swenyhorodka und 67 Kilometer westlich der Oblasthauptstadt Tscherkassy, die ehemalige Rajonshauptstadt Korsun-Schewtschenkiwskyj befindet sich 13 Kilometer nordöstlich des Ortes.

## Verwaltungsgliederung
Am 9. November 2016 wurde das Dorf zum Zentrum der neugegründeten Landgemeinde Selyschtsche (Селищенська сільська громада/Selyschtschenska silska hromada). Zu dieser zählten auch die Dörfer Huta-Selyzka, Suchyny und Taraschtscha, bis dahin bildete es zusammen mit den Dörfern Huta-Selyzka und Taraschtscha die gleichnamige Landratsgemeinde Selyschtsche (Селищенська сільська рада/Selyschtschenska silska rada) im Süden des Rajons Korsun-Schewtschenkiwskyj.
Am 12. Juni 2020 kam noch die 12 in der untenstehenden Tabelle aufgelisteten Dörfer zum Gemeindegebiet.
Am 17. Juli 2020 kam es im Zuge einer großen Rajonsreform zum Anschluss des Rajonsgebietes an den Rajon Swenyhorodka.
Folgende Orte sind neben dem Hauptort Selyschtsche Teil der Gemeinde:
| Name                     | Name          | Name                           |
| ukrainisch transkribiert | ukrainisch    | russisch                       |
| ------------------------ | ------------- | ------------------------------ |
| Hluschky                 | Глушки        | Глушки (Gluschki)              |
| Huta-Selyzka             | Гута-Селицька | Гута-Селицкая (Guta-Selizkaja) |
| Karaschyna               | Карашина      | Карашина (Karaschina)          |
| Kwitky                   | Квітки        | Квитки (Kwitki)                |
| Koschmak                 | Кошмак        | Кошмак                         |
| Lystwyna                 | Листвина      | Листвина (Listwina)            |
| Myropillja               | Миропілля     | Мирополье (Miropolje)          |
| Petruschky               | Петрушки      | Петрушки (Petruschki)          |
| Sawadiwka                | Завадівка     | Завадовка (Sawadowka)          |
| Schurawka                | Журавка       | Журавка                        |
| Suchyny                  | Сухини        | Сухины (Suchiny)               |
| Taraschtscha             | Тараща        | Тараща (Taraschtscha)          |
| Tscherepyn               | Черепин       | Черепин (Tscherepin)           |
| Tychi Werby              | Тихі Верби    | Тихие Вербы (Tichije Werby)    |
| Wilchiwtschyk            | Вільхівчик    | Ольховчик (Olchowtschik)       |